# Seymour Skinner
Seymour Skinner és el director de l'escola elemental de Springfield, a la qual Bart i Lisa Simpson hi van. Va néixer a Capital City, 1953, sota el nom d'Arming Tanzània. Té molts problemes per a controlar l'escola i es troba sempre en batalla amb els professors i amb estudiants problematics, com Bart. Skinner intenta constantment explotar la intel·ligència de Lisa Simpson per millorar la imatge de l'escola.
Arming (Skinner) era un orfe vàndal fins que va integrar l'Exèrcit dels Estats Units d'Amèrica i conèixer el sergent Skinner. Creient que ell era el responsable de la mort del veritable Skinner, va tornar a Springfield per explicar a la mare de Skinner, però ella (intencionalment) el va reconèixer com Seymour.Al final del capítol, el jutge Snyder decreta que ningú tornarà a esmentar la seva veritable identitat sota pena de tortura.
Un estricte professor amb una actitud nerviosa i militar que va adquirir durant anys en l'exèrcit i el seu servei a la Guerra del Vietnam. El seu pare, Sheldon Skinner, va lluitar a l'exèrcit d'Abraham Simpson en la Segona Guerra Mundial.

## Perfil del personatge
Viu amb la seva mare, Agnes Skinner. La seva nòvia és la Srta Krabappel (mestra de Bart). Té un clar problema psicològic al dependre en excés de la seva mare, encara, amb més de 40 anys, viu amb ella i ella li ordena no sortir amb noies.
No només és controlat per la seva mare. Skinner viu en constant por del seu cap, l'Inspector Chalmers, l'administrador de les escoles de l'estat, que constantment desaprova les seves accions. En reiterades ocasions es pot veure com ho obeeix gairebé cegament (en el seu comiat de solter, Skinner no va beure cervesa fins que el Superintendent l'hi va exigir).
Com un resultat de ser un Presoner de Guerra a la Guerra del Vietnam, Skinner ha rebut la Medalla de Presoner de Guerra (presoner # 24601),
La seva edat ha estat esmentada dues vegades. Bart Simpson diu que l'edat de Skinner és 40, mentre Kent Brockman diu que és 44. En l'episodi Skinner's Sense of Snow, el seu any de naixement va ser canviat de 1953 a 1960, i en el mateix episodi es diu que ell morirà el 2010, encara que apareix viu en alguns episodis sobre el futur. En Pranksta Rap, Skinner admet que el 
 és 'quaranta i una mica'. En l'episodi The Heartbroke Kid, el signe astrològic de Skinner és revelat com Lliura. Skinner afirma ser verge als 44 anys.
Abans de ser director, Skinner treballava com a professor de ciències de quart grau.

## Doblatge
En català li presta la seva veu l'actor de doblatge Enric Isasi-Isasmendi.